# Ричард Эджкамб, 2-й барон Эджкамб
Ричард Эджкамб, 2-й барон Эджкамб (англ. Richard Edgcumbe, 2st Baron Edgcumbe; 2 августа 1716 — 10 мая 1761) — британский дворянин и политик.

## Биография
Родился 2 августа 1716 года. Старший оставшийся в живых сын Ричарда Эджкамба, 1-го барона Эджкамба (1680—1758), и его жены Матильды Фарнезе (ум. 1721), он получил образование в Итонском колледже с 1725 по 1732 год. Благодаря интересу своего отца к Девону и Корнуоллу, он был избран в качестве члена парламента от Плимптон-Эрла на дополнительных выборах в 1742 году в качестве сторонника правительства.
Ричард Эджкамб был заядлым игроком, ежедневно проигрывая «двадцать гиней» в «Уайтсе». Премьер-министр Великобритании Генри Пелэм назначил ему пенсию по секретной службе в размере 500 фунтов стерлингов в год, чтобы обеспечить его. Тем временем в 1743 году он стал столичным бургомистром Лоствитиела, а в следующем году занял пост мэра. Он был избран в Палату общин от Лоствитиела в 1747 году. Недовольный тем, что он живет на государственную благотворительность, он безуспешно подал заявление Генри Пелэму о приеме на работу, а не о пенсии, в 1752 году. В конце концов он был назначен лордом торговли в 1754 году, когда его ибрали в Палату общин от Пенрина, а в следующем году — в лорды Адмиралтейства, где он провел один год. В 1756 году он был назначен контролером королевского двора и снова стал мэром Лоствитиела будучи назначен в Тайный совет Великобритании 19 ноября.
22 ноября 1758 года после смерти своего отца Ричард Эджкамб унаследовал титул 2-го лорда Эджкамба и пэра Великобритании. В следующем 1759 году он был назначен лордом-лейтенантом Корнуолла и регистратором Плимптон-Эрла.
10 мая 1761 года Ричард Эджкамб, 2-й барон Эджкамб, скончался неженатым и бездетным. Ему наследовал его младший брат, Джордж Эджкамб, 3-й барон Эджкамб и 1-й граф Маунт-Эджкамб (1720—1795).